# Tell Halawa
Tell Halawa (tiếng Ả Rập: تل حلاوة) là một ngôi làng Syria nằm ở Sinjar Nahiyah ở huyện Maarrat al-Nu'man, Idlib. Theo Cục Thống kê Trung ương Syria (CBS), Tell Halawa có dân số 646 trong cuộc điều tra dân số năm 2004.